# Dmitrij Upper
Dmitrij Siergiejewicz Upper, ros. Дмитрий Сергеевич Уппер (ur. 27 lipca 1978 w Dmitrijewce, Kazachska SRR, obecnie Rejon Borodulicha, Obwód wschodniokazachstański) – kazachski hokeista, reprezentant Kazachstanu.

## Kariera
- Torpedo Ust-Kamienogorsk (1995-1999)
- Torpedo Niżny Nowogród (1999-2000)
- Ak Bars Kazań (2000-2001)
- Spartak Moskwa (2001-2003)
- CSKA Moskwa (2003-2007)
- Spartak Moskwa (2007-2010)
- Atłant Mytiszczi (2010-2012)
- Barys Astana (2012-2015)

Wychowanek Torpedo Ust-Kamienogorsk. Po wielu latach występów w klubach rosyjskich, od maja 2012 roku zawodnik rodzimego, kazachskiego klubu Barys Astana, związany dwuletnim kontraktem. Kapitan tej drużyny.
Uczestniczył w turniejach mistrzostw świata w 1999, 2000, 2004, 2005, 2011, 2012, 2013, 2014 oraz był w kadrze Kazachstanu na zimowych igrzyskach olimpijskich 2006.

## Sukcesy
Reprezentacyjne
- Złoty medal zimowych igrzysk azjatyckich: 2011
- Awans do MŚ Elity: 2011

Klubowe
- Złoty medal mistrzostw Kazachstanu: 1996, 1997, 1998 z Torpedo Ust-Kamienogorsk
- Awans do Superligi: 1999 z Torpedo Niżny Nowogród
- Srebrny medal mistrzostw Rosji: 2011 z Atłantem Mytiszczi

Indywidualne
- Mistrzostwa Świata w Hokeju na Lodzie 2013/I Dywizja Grupa A:
  - Pierwsze miejsce w klasyfikacji asystentów turnieju: 8 asyst
  - Pierwsze miejsce w klasyfikacji +/- turnieju: +5